# 23 decembrie
ianuarie • februarie • martie  • aprilie  • mai  • iunie  • iulie  • august  • septembrie  • octombrie  • noiembrie  • decembrie
23 decembrie este a 357-a zi a calendarului gregorian și a 358-a zi în anii bisecți. Mai sunt 8 zile până la sfârșitul anului.

## Evenimente

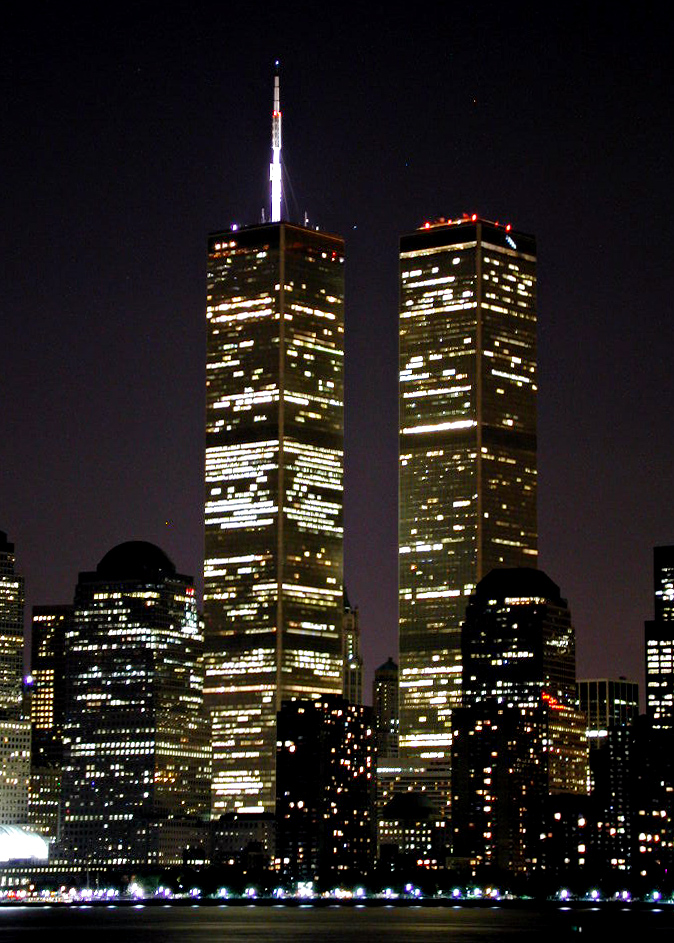
1970: Este finalizat Turnul de Nord al World Trade Center din districtul Manhattan, New York. Cu o înălțime de 417 metri, este cea mai înaltă clădire din lume la acea vreme.

1986: Voyager aterizează la baza Edwards Air Force din California, devenind prima aeronavă care zboară non-stop în jurul lumii fără realimentare aeriană sau terestră.

- 0619: Bonifaciu al V-lea devine Papă.
- 0558: Chlothar I este încoronat rege al francilor.
- 1672: Italianul Giovanni Cassini a descoperit Rhea, al doilea satelit ca mărime al lui Saturn.
- 1688: Ca parte a Revoluției Glorioase, regele Iacob al II-lea al Angliei părăsește Anglia pentru Paris, Franța după ce a fost detronat în favoarea nepotului său, William de Orania și a fiicei sale Mary.
- 1806: Războiul ruso–turc (1806–1812) – în primele lupte care s–au dat după ocuparea Moldovei, la Fierbinți și la Olteanu, rușii au ieșit victorioși. Au intrat în București la 25 dec. 1806, reinstalând ca domn pe Constantin Ipsilanti.
- 1888: Pictorul olandez Vincent van Gogh, într-unul din desele sale momente de rătăcire, își taie o parte din urechea stângă.
- 1919: Un cutremur de pamânt în Mexic a făcut peste 7.000 de victime.
- 1920: Irlanda de Nord (Ulster) a fost separată administrativ de restul Irlandei și a fost semnat "Ireland Act". Parlamentul s-a împărțit în două: unul la Dublin și celălalt la Belfast.
- 1941: Premiera, la Opera Română din București, a operei „Capra cu trei iezi”, de Alexandru Zirra (libret Al. Zirra, după povestea lui Ion Creangă).
- 1941: Al Doilea Război Mondial: După 15 zile de luptă, armata imperială japoneză ocupă Insula Wake.
- 1947: Fizicienii americani John Bardeen, Walter Brattain și William Shockley au conceput primul tranzistor.
- 1948: În Japonia sunt executați opt criminali de război, printre care și fostul premier Hideiki Tojo.
- 1963: Se încheie prima călătorie în jurul Pământului efectuată de o navă românească, cargoul "București".
- 1964: Un ciclon a afectat Ceylonul cauzând moartea a peste 2000 de persoane.
- 1970: Este finalizat Turnul de Nord al World Trade Center din districtul Manhattan, New York. Cu o înălțime de 417 metri, este cea mai înaltă clădire din lume la acea vreme.
- 1972: Un cutremur cu magnitudinea de 6,5 a lovit capitala Nicaraguei, Managua, omorând peste 10.000 de oameni.
- 1972: Cei 16 supraviețuitori ai dezastrului zborului Andes sunt salvați după 73 de zile; ei au supraviețuit prin canibalism.
- 1979: Trupele militare sovietice ocupă Kabul, capitala Afganistanului.
- 1986: Voyager, pilotat de Dick Rutan și Jeana Yeager, aterizează la baza Edwards Air Force din California, devenind prima aeronavă care zboară non-stop în jurul lumii fără realimentare aeriană sau terestră.
- 1990: La Aeroportul Otopeni se dezvelește un monument din marmură neagră pe care sunt gravate numele celor care și–au pierdut viața în acest loc, în evenimentele din decembrie 1989.
- 1990: Printr-un referendum, populația Sloveniei votează cu 88% pentru independența Iugoslaviei.
- 1994: Adoptarea Legii privind statutul special al Găgăuziei (Gagauz-Yeri).
- 2020: Noul guvern PNL-USR-PLUS-UDMR, condus de Florin Cîțu, este învestit de Parlament cu 260 de voturi „pentru” și 186 „împotrivă”.[1]

## Nașteri
- 1173: Ludovic I de Bavaria (d. 1231)
- 1544: Anna de Saxonia, Prințesă consort de Orania (d. 1577)
- 1750: Frederic Augustus I de Saxonia (d. 1827)
- 1772: Louis-Philippe Crépin, pictor francez (d. 1851)
- 1777: Țarul Alexandru I al Rusiei (d. 1825)
- 1790: Jean François Champollion, cunoscut orientalist francez; a descifrat, în 1822, hieroglifele, punând bazele egiptologiei moderne (d. 1832)

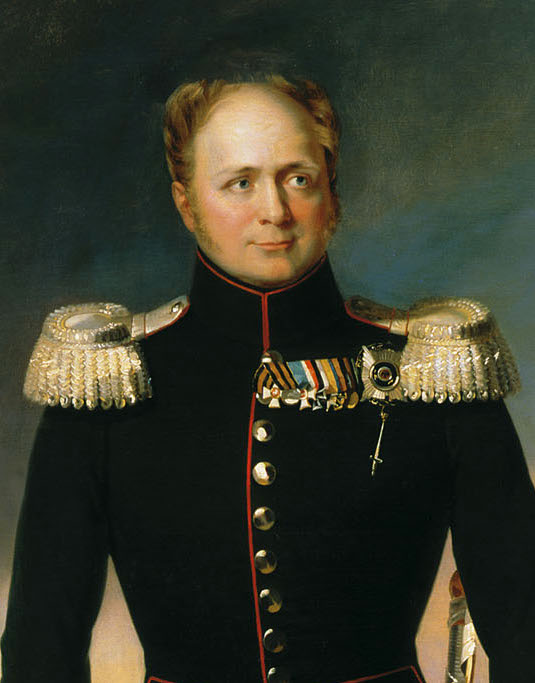
Țarul Alexandru I al Rusiei
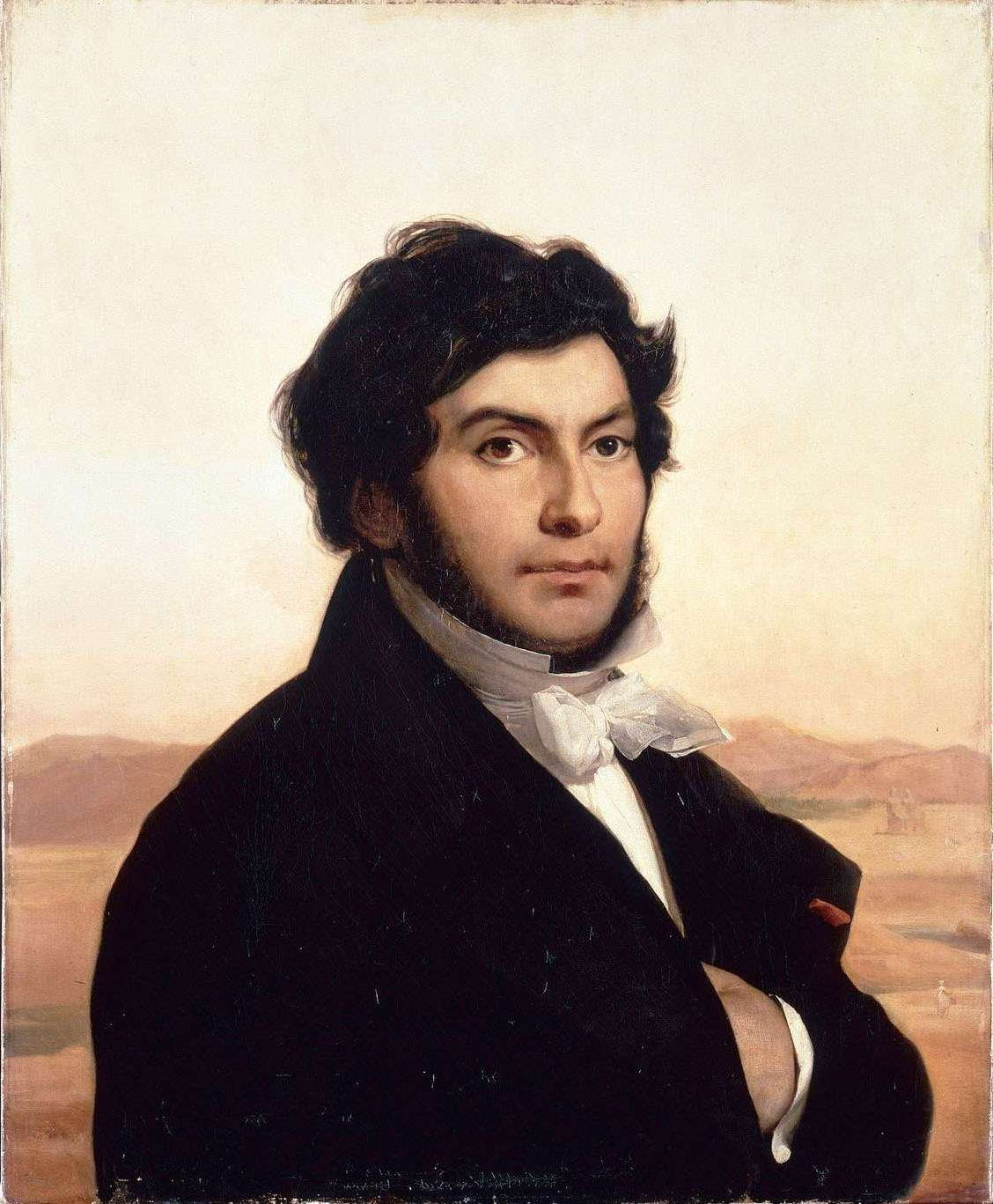
Jean François Champollion, orientalist francez
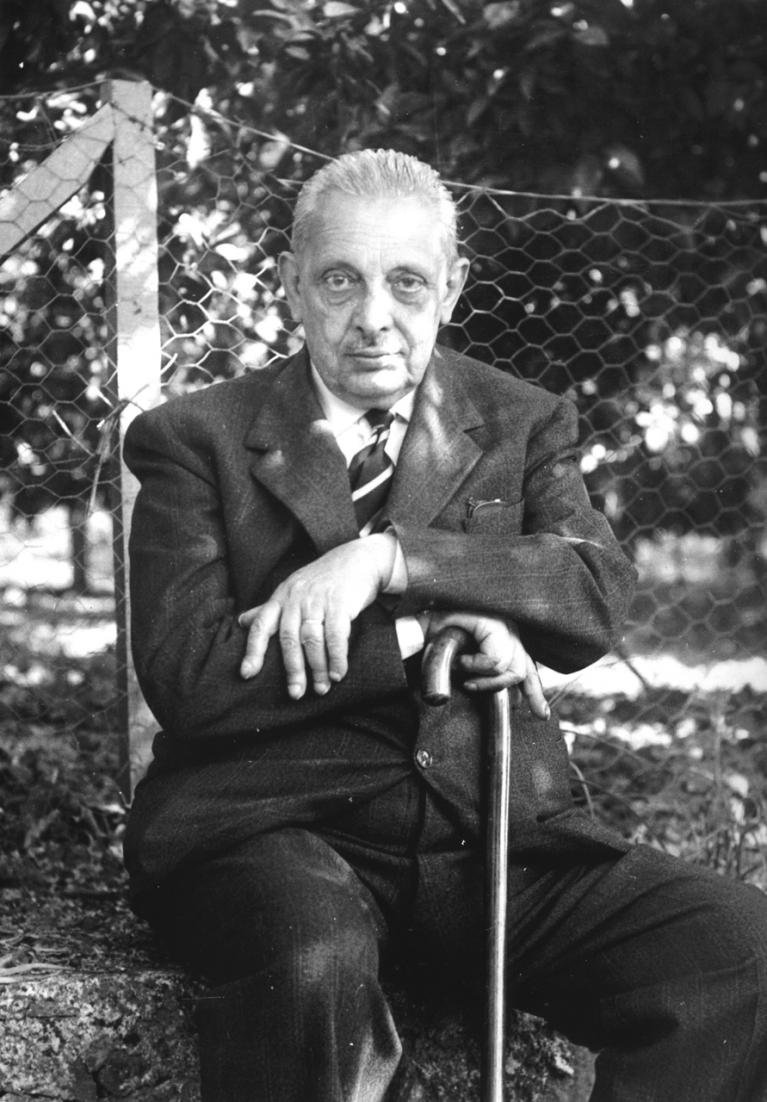
Giuseppe Tomasi di Lampedusa, scriitor italian

- 1823: Alexandru Flechtenmacher, compozitor român (d. 1898)
- 1854: Adrian Scott Stokes, pictor englez (d. 1935)
- 1864: Prințesa Zorka de Muntenegru (d. 1890)
- 1867: Traian Băcilă, general român (d. 1931)
- 1884: Nicolae Malaxa, inginer și întreprinzător român (d. 1965)
- 1885: Pierre Brissaud, pictor francez (d. 1964)
- 1895: Radu Korne, general român (d. 1949)
- 1896: Giuseppe Tomasi di Lampedusa, scriitor italian (d. 1957)
- 1902: Choudhary Charan Singh, politician indian, prim-ministru al Indiei (1979-1980) (d. 1987)
- 1909: Maurice Denham, actor englez (d. 2002)
- 1909: Principesa Ileana, fiica regelui Ferdinand și a reginei Maria (d. 1991)
- 1910: Maria Mercedes de Bourbon, mama regelui Juan Carlos al Spaniei (d. 2000)
- 1916: Dino Risi, regizor italian de film (d. 2008)
- 1918: Helmut Schmidt, cancelar al Germaniei (d. 2015)
- 1922: Harold Masursky, astronom american (d. 1990)
- 1925: Pierre Bérégovoy, politician francez, prim-ministru al Franței în perioada 1992-1993 (d. 1993)
- 1933: Akihito, împăratul Japoniei, al 125–lea descendent în linie directă de la primul împărat, Jimmu Tenno
- 1936: Peter Hammer, matematician american născut în România (d. 2006)
- 1937: Corneliu Revent, actor român (d. 2000)
- 1938: Bob Kahn, informatician american
- 1940: Valeriu Graur, politician moldovean (d. 2012)
- 1941: Ron Bushy, muzician american, baterist al trupei rock Iron Butterfly (d. 2021)
- 1943: Silvia Sommerlath, soția regelui Carl XVI Gustaf al Suediei, actualul monarh al Suediei
- 1945: Adli Mansour, judecător egiptean, președinte interimar al Egiptului în perioada 2013-2014
- 1949: Adrian Belew, chitarist și interpret american
- 1950: Vicente del Bosque, fotbalist și antrenor spaniol de fotbal
- 1951: Ștefania Borș, baschetbalistă română
- 1953: Naiqama Lalabalavu, șef suprem fijian și președintele Republicii Fiji.
- 1953: Maria Vladimirovna, Mare Ducesă a Rusiei, stră-strănepoata țarului Alexandru al II-lea al Rusiei
- 1956: Jesús Huerta de Soto, economist spaniol
- 1962: Stefan W. Hell, fizician german originar din România, laureat al Premiului Nobel pentru Chimie
- 1962: Dan Manoliu, politician român
- 1967: Carla Bruni, cantautoare și o fostă fotomodel italiano-franceză
- 1968: Manuel Rivera-Ortiz, fotograf american
- 1970: Vasile Ilea, politician român
- 1973: Liviu-Ionuț Moșteanu, politician român
- 1974: Géza Imre, scrimer maghiar
- 1975: Gabriel-Beniamin Leș, politician român
- 1976: Viorica Dumbrăveanu, politiciană moldoveană
- 1978: Dumitru Hotoboc, fotbalist român
- 1979: Jacqueline Bracamontes, actriță mexicană
- 1979: Holly Madison, fotomodel și personalitate de televiziune americană
- 1986: Balázs Dzsudzsák, fotbalist maghiar
- 1990: Yvette Broch, handbalistă neerlandeză
- 1998: Kaden Groves, ciclist australian

## Decese
- 0918: Conrad I al Germaniei (n. 890)
- 1230: Berengaria de Navara (n. 1165)
- 1619: Johann Sigismund, Elector de Brandenburg (n. 1572)
- 1588: Henric I, Duce de Guise (n. 1550)
- 1744: Élisabeth Charlotte de Orléans (n. 1676)
- 1762: Arhiducesa Maria Ioana Gabriela a Austriei (n. 1750)
- 1787: Prințesa Louise-Marie a Franței (n. 1737)
- 1797: Frederic al II-lea Eugene, Duce de Württemberg (n. 1732)

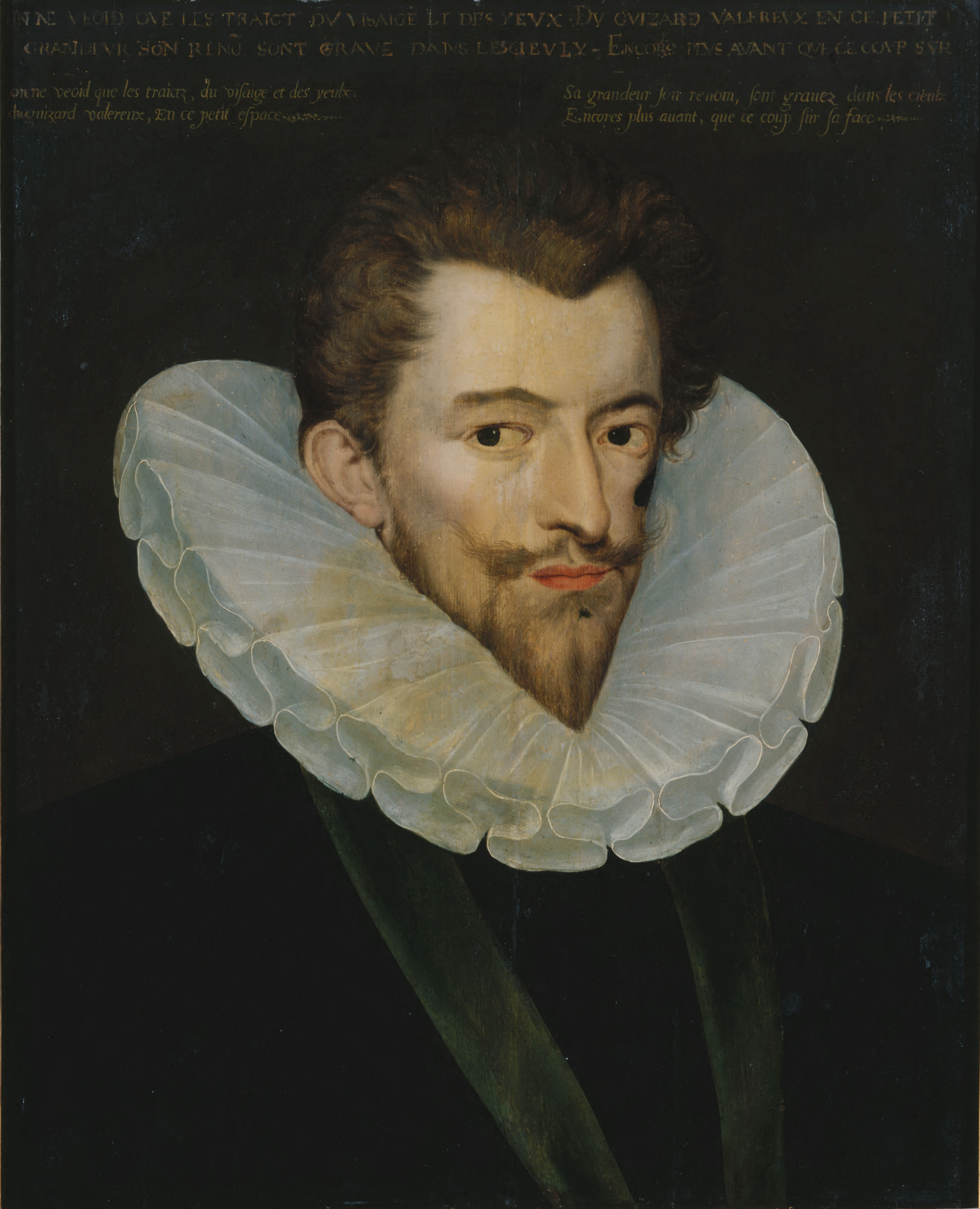
Henric I, Duce de Guise
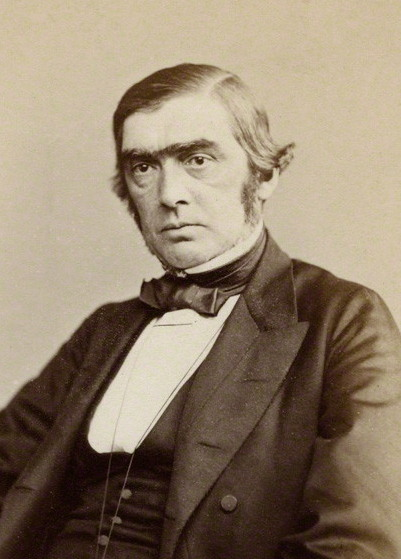
John Russell Hind, astronom englez
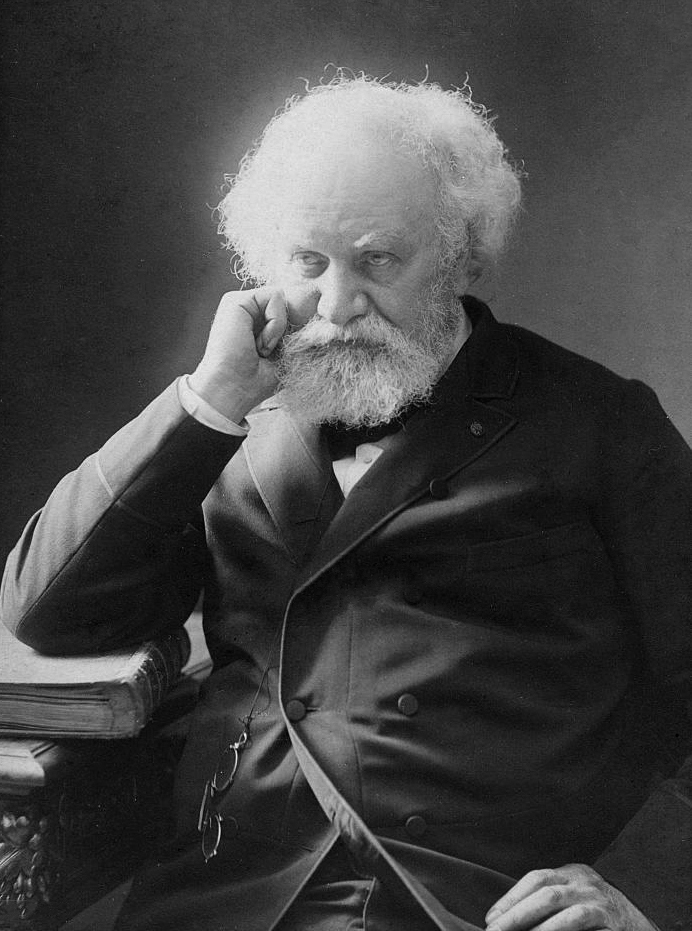
Pierre Janssen, astronom francez

- 1889: Jenő Ábel, scriitor, filolog și profesor universitar maghiar (n. 1858)
- 1895: John Russell Hind, astronom englez (n. 1823)
- 1903: Prințesa Leopoldine de Baden, prințesa consort de Hohenlohe-Langenburg (n. 1837)
- 1907: Pierre Janssen, astronom francez (n. 1824)
- 1953: Lavrenti Beria, politician și șef al Poliției sovietice (n. 1899)
- 1982: Alexandru Apolzan, fotbalist român (n. 1927)
- 1986: Eugenia Popovici, actriță română (n. 1914)
- 1995: Patric Knowles, actor englez (n. 1911)
- 1996: Infanta Maria Cristina a Spaniei (n. 1911)
- 2007: Oscar Peterson, pianist și compozitor de jazz canadian (n. 1925)
- 2009: Robert L. Howard, colonel american, decorat cu Medalia de Onoare (n. 1939)
- 2012: Cristian Tudor, fotbalist român (n. 1982)
- 2013: Mihail Kalașnikov, general rus, proiectant de arme de foc (n. 1919)
- 2020: Rika Zarai, cântăreață israeliană și franceză de muzică ușoară (n. 1938)
- 2021: Dan Berindei, istoric și filosof român (n. 1923)
- 2021: Joan Didion, scriitoare americană (n. 1934)

## Sărbători
- Sf. 10 Mucenici din Creta (calendar creștin-ortodox; calendar greco-catolic)
- Sf. Cuvios Pavel, arhiepiscopul Neocezareei (calendar creștin-ortodox)
- Sf. Ioan de Ketty; Victoria (calendar romano-catolic)